# Jörgen Lennartsson
Dan Inge Jörgen Lennartsson, född 10 april 1965 i Växjö, är en svensk fotbollstränare.
Hans moderklubb är Växjö Norra IF där han spelade 1980–83 för att sedan spela i FK Växjö 1984–86.

## Tränarkarriär

### Ungdomstränare
Som ungdomstränare verkade han i Växjö Norra (ungdomstränare) 1979–88, Vederslöv/Dänningelanda 1989, Östers IF (U20) 1990–93 och Helsingborgs IF (U20) 1994–99.
2005 blev han förbundskapten till Sveriges ungdomslandslag för spelare födda 1989 och 2006 förbundskapten för Sveriges U21-landslag, som han bland annat ledde i U21-EM 2009.

### Seniortränare
Sitt första uppdrag som seniortränare var i Helsingborgs IF när han år 2000 klev upp från ungdomslaget och blev assisterande tränare under 2000 till 2001. Sedan var det nya utmaningar med BK Häcken 2002–2004 där han avslutade med att vinna Superettan 2004. Efter en sejour i norska Stabæk blev han tränare i Elfsborg, som han ledde till SM-guld 2012. Därefter tog han över rodret för ännu ett Göteborgslag, den här gången var det IFK Göteborg. Sedan gjorde Lennartsson samma resa återigen, och tog över Lillestrom, som spelade i Eliteserien. Där fick han sparken efter att klubben hamnat på kvalplats.
Den 23 december 2020 blev det officiellt att Jörgen Lennartsson var tillbaka i Helsingborgs IF där han tidigare verkat under åtta år. Han kom till en klubb som haft det svårt under ett flertal år och som trillat ur högsta divisionen för att spela i Superettan 2021. Lennartssons assisterande tränare Mattias Lindström kände han sedan tidigare då han tränat Lindström för flera år sedan. Lennartsson har även en bakgrund som tränare för bland andra Sven Andersson, Andreas Landgren och Andreas Granqvist. Den 22 maj 2022 meddelade Helsingborgs IF att de valt att avskeda Lennartsson då klubben placerade sig på nedflyttningsplats efter tio spelade omgångar i Allsvenskan.